# Stéphanie Lacombe
Pour l’article homonyme, voir Lacombe.
Stéphanie Lacombe, née le 18 mars 1976 à Figeac (Lot), est une photographe française portraitiste.

## Biographie
Stéphanie Lacombe est diplômée de l'École nationale supérieure des arts décoratifs, 
Elle travaille sur des sujets humains de la vie quotidienne : les Français à table ou lisant, les Anglais dans leur cité HLM, etc.
Elle a publié en 2008 un reportage dans le journal XXI.

## Prix et récompenses
- 2006, Prix spécial photographe de la Fondation Jean-Luc Lagardère[1]
- 2009, Prix Niépce

## Collections
- Bibliothèque nationale de France

## Expositions (partielle)
- 2009, Les Photographiques, Le Mans
- 2008,
  - Red Star FC , Club de Foot, Saint-Ouen (Seine-Saint-Denis)
  - Jeunes photographes de la Bourse du talent, BNF
  - Circulation(S), Confluences Maison des arts urbains, Paris (collective)
  - Mois de la Photo Off
  - Les sentiers de l'Olympe, Rencontres d'Arles et Levallois-Perret

## Galerie
- Quelques photographies